# Aspinwall (Pensilvania)
Aspinwall es un borough ubicado en el condado de Allegheny en el estado estadounidense de Pensilvania. En el año 2000 tenía una población de 2960 habitantes y una densidad poblacional de 1337.1 personas por km².

## Geografía
Aspinwall se encuentra ubicado en las coordenadas 40°29′35″N 79°54′11″O / 40.49306, -79.90306.

## Demografía
Según la Oficina del Censo en 2000 los ingresos medios por hogar en la localidad eran de $41 993 y los ingresos medios por familia eran $58 750. Los hombres tenían unos ingresos medios de $45 231 frente a los $34 180 para las mujeres. La renta per cápita para la localidad era de $31 344. Alrededor del 5.9% de la población estaba por debajo del umbral de pobreza.